# Le Sexe des étoiles
Pour plus de détails, voir Fiche technique et Distribution.
Le Sexe des étoiles est un film québécois réalisé par Paule Baillargeon, sorti en 1993. Il s'agit d'une adaptation au grand écran du roman Le sexe des étoiles de Monique Proulx, paru en 1987. C'est un des premiers films du cinéma québécois à inclure un personnage transgenre, c'est-à-dire celui de Marie-Pierre (Denis Mercier).

## Synopsis
Camille (Marianne Coquelicot Mercier) est une jeune adolescente de 12 ans passionnée d’astronomie. Elle écrit souvent à son père Henri-Pierre (Denis Mercier), parti à New York il y a plusieurs années, le suppliant de revenir la chercher et la sauver de sa vie quotidienne.
Le lendemain, Camille fait une présentation orale sur les galaxies. Ses collègues l’ignorent, l’interrompent, et quittent la classe aussitôt que la cloche sonne. Son camarade dont elle est amoureuse, Lucky (Tobie Pelletier), l'aborde dans les rangées de casiers pour lui demander comment naissent les étoiles. Après que Camille lui ai expliqué, il répond qu'il ne sortirait jamais avec une fille aussi intelligente, brisant le cœur de celle-ci. Ce soir-là, elle écrit à nouveau à son père pour lui parler de ce qui s'est passé.
Le lendemain soir, son père revient à la maison, mais on découvre qu'il n'est plus Henri-Pierre, mais Marie-Pierre, une femme transgenre. La mère de Camille, Michèle (Sylvie Drapeau), refuse de la laisser voir sa fille et tente d'expliquer à Camille que ce n'est plus son père, mais un fantôme qui lui ressemble. Marie-Pierre présente sa transformation à Camille, qui reconnaît son parent dans sa nouvelle forme. Peu après, Camille rejoint Marie-Pierre à la gare, alors que celle-ci s'apprête à retourner à New York, pour lui dire qu'elle veut partir avec elle. Marie-Pierre décide de rester au Canada un peu plus longtemps pour passer du temps avec sa fille.
Plus tard, lorsqu'elles sont toutes les deux chez Marie-Pierre, Marie-Pierre demande à Camille de ne plus l'appeler papa. Camille refuse. Lorsque Marie-Pierre visite son ancien lieu de travail, elle tente d'expliquer sa transformation à son ancien patron, qui réagit négativement et lui dit qu'elle a l'air ridicule, s'évertuant à l'appeler Pierre. À l'école, Camille se lie d'amitié avec Lucky et lui parle de la transition de genre de son père et de son refus d'accepter celle-ci. Lucky tente d'expliquer la transidentité à Camille en l'emmenant à un club, où drag queens et femmes transgenres dansent librement ensemble. Au club, Camille découvre que Lucky a des relations intimes avec d'autres hommes lorsqu'il lui confie qu'il gagne son argent en se prostituant.
Le soir suivant, Camille emmène Marie-Pierre chez elle, dans son ancienne maison, malgré le refus initial de Marie-Pierre, qui lui rappelle le désir de Michèle, son ancienne conjointe, de ne pas la revoir chez elle. Camille la fait monter dans sa chambre (l'ancien bureau de Marie-Pierre) et lui montre son vieux bureau et ses anciens effets personnels (pré-transition). Michèle revient du travail et découvre Marie-Pierre chez elle. Elle la frappe et la jette hors de chez elle. Son nouveau conjoint Jim la rassure, alors qu'elle pleure en disant qu'elle a peur que Camille passe du temps avec Marie-Pierre, que cette dernière est "dangereux". Camille, en pleurs, s'enfuit dans la nuit pour aller chez Marie-Pierre.
Cette nuit-là, Camille dort chez Marie-Pierre. En se réveillant, elle aperçoit accidentellement le corps nu de son parent, aux formes féminines. Ce matin-là, elle tente de le re-transformer en homme, en forçant Marie-Pierre à ôter ses bijoux et ses vêtements féminins, à se décoiffer et à se démaquiller. Marie-Pierre s'exclame que les choses ne seront jamais comme avant, peu importe ce que Camille veut, ce qui fait s'enfuir Camille. Marie-Pierre part à la recherche de sa fille et aperçoit son reflet dans une vitrine, la confrontant à une forme qu'elle croyait avoir laissé dans le passé. Michèle offre de l'argent à Marie-Pierre afin qu'elle quitte Montréal pour de bon. Elle accepte. Marie-Pierre, toujours dans ses habits masculins, offre à Camille de s'enfuir à New York ensemble, comme elle le désirait au début du film, mais Camille refuse et lui demande de la ramener chez elle.
Le film se termine par une lettre de Marie-Pierre à Camille, lui parlant de sa vie à New York et lui demandant de ne pas l'oublier. On voit Camille embarquer sur la mobylette de Lucky, portant la veste de cuir de celui-ci, car ils sont maintenant en couple.

## Thèmes

### Identité de genre

#### Construction du genre
Le caractère performatif du genre, tel que défini par Judith Butler, est très présent dans les mises en scène du film. Marie-Pierre, lorsque bien habillée, maquillée et avec tous les bijoux et accessoires nécessaires pour avoir une apparence féminine, est acceptée très facilement comme femme par les gens qui l'entourent, se faisant même draguer par des hommes partout où elle va. Cependant, lorsque Camille lui retire tous ses attributs féminins, Marie-Pierre est confrontée à sa réflexion dans la vitrine, qui est immanquablement masculine, lui rappelant que sans produits, procédures et autres accessoires, la société la percevra toujours comme un homme.
L'importance des prénoms et autres dénominateurs dans la construction du genre est aussi mise en évidence par la détresse que cause Camille à Marie-Pierre à chaque fois qu'elle l'appelle "papa". Lorsque Marie-Pierre demande à Camille de cesser de l'appeler ainsi, celle-ci refuse, disant que peu importe ce qu'elle peut changer à la surface, elle ne changera jamais le fait qu'elle est son père. Ceci fait pleurer Marie-Pierre. Ce genre de pratique est appelé deadnaming et est souvent utilisée par les proches d'une personne transgenre, intentionnellement ou non, pour démontrer leur refus d'accepter la nouvelle identité de genre de celle-ci.

#### Transidentité
Baillargeon a assuré en entrevue que l'important pour elle n'était pas la représentation d'un personnage transgenre dans l'interprétation du scénario de Monique Proulx, mais celle d'une famille dont tous les membres sont profondément isolés l'un de l'autre.
« Le Sexe des étoiles n’est pas – j’insiste là-dessus – un film sur le transsexualisme. Il offre très peu de données ou d’explications sur ce phénomène, qu’il présente simplement comme un fait, une réalité indéniable »
— Paule Baillargeon à Huguette Roberge
« Ça ne m’intéressait pas un documentaire sur le transsexualisme [...] Enlève le transsexuel, et tu as une histoire que tout le monde vit. Celle d’une famille éclatée, donnant la vedette à un enfant qui essaie de reprendre contact avec un père trop longtemps absent. Bien des gens peuvent s’identifier au Sexe des étoiles. »

— Paule Baillargeon à Huguette Roberge 
C'est pour cette raison qu'elle choisit de faire évoluer l'histoire à travers le regard de Camille, qu'elle juge être plus accessible au public comme personnage. Plutôt que de faire de la transidentité de Marie-Pierre l'aspect important du film, cette caractéristique devient interchangeable avec d'autres situations qui pourraient amener un père à quitter sa famille, réduisant le personnage à l'archétype du père absent. Selon Michael Eberle-Sinatra, ceci découle du fait que le film s'est vu alloué un très grand budget pour l'époque (2,7 millions de dollars) et Baillargeon espérait atteindre un succès plus grand public en minimisant les questions identitaires du matériel original.
Baillargeon ne voulait pas non plus faire de Marie-Pierre une femme transgenre très féminine, mais plutôt en faire une représentation de ce qu'elle percevait comme étant plus proche de la norme, c'est-à-dire une femme transgenre aux traits encore masculins.

La transidentité est aussi abordée par Camille et Marie-Pierre par l'entremise de l'histoire de la petite fille du lac, que racontait Marie-Pierre à Camille lorsque celle-ci était petite.
Sa mère l’avait habillée en garçon pour une fête costumée. Mais sa mère est morte et la petite fille est restée habillée en garçon. Tout le monde a pensé qu’elle était un garçon pour vrai. Personne n’a jamais voulu croire qu’elle était une fille.
Cette allégorie claire de la transidentité permet à Marie-Pierre d'expliquer à Camille que comme la petite fille du lac, certaines personnes naissent parfois sous un déguisement qu'elles sont obligées de porter car personne ne les croit autrement. Le message transmis vis à vis la validité de la transidentité n'est donc pas négatif.

### Normes sociales
L’hétérosexualité de Camille, mise au premier plan par Baillargeon, fait ressortir la sexualité de Marie-Pierre comme étant d’autant plus déviante par rapport au standard de la société. Le film choisit plutôt de se tourner vers la sexualité bourgeonnante de Camille et sa relation incertaine avec Lucky, qui est réaffirmée à travers de multiples scènes, jusqu’à la scène finale où Camille porte la veste de cuir de celui-ci et part en mobylette avec lui. Selon Baillargeon, c’est Lucky qu’elle « choisit, au détriment du père ». Le film choisit aussi de faire de Camille et Lucky des personnages androgynes. Cette mise en scène d'un couple de deux individus androgynes démontre la bancalité des notions de féminité et de masculinité.
On peut décrire les normes sociales rigides qui sont présentées dans ce film comme étant hétéronormatives.

### Passage à l'adolescence
Le Sexe des étoiles est un film qui a le potentiel de toucher et d'élaborer sur les problématiques queer, mais choisit plutôt de devenir un film de coming of age, de l'aveu même de la réalisatrice. Le personnage de Marie-Pierre se veut un antagoniste au passage à l'adolescence de Camille, qui complète celui-ci en s'appuyant sur ses interactions avec Lucky.

## Comparaison avec le matériel original
Le roman de Monique Proulx comporte plusieurs différences avec le scénario du film, dont elle s'est chargé de l'adaptation.
Dans le roman, la sexualité et l’identité de genre de Marie-Pierre est vue comme hors normes, les autres personnages traitant son existence avec fascination ou dégoût, parfois même un mélange des deux. Marie-Pierre sert de catalyseur aux réflexions identitaires et sexuelle de ceux qui l'entourent, critiquant par exemple les « biologiques », pour qui « tout doit tomber dans deux catégories bien claires. »,. Dans le film, toute référence à cette sortie des normes est retirée. On présente plutôt le personnage de Camille comme sortant des normes attendues pour les jeunes filles, car elle est passionnée d'astronomie et ne se maquille pas, puis on explore son idylle naissante avec Lucky. Ceci s'inscrit dans un cadre hétéronormatif.
Dans le roman, on retrouve aussi un homme bisexuel, Maurice, et un homme homosexuel, Dominique. Ainsi, le roman reste ouvert à la différence sexuelle sous toutes ses formes et représente une bonne variété d'identités sexuelles. Or, dans l'adaptation cinématographique, tous les personnages secondaires non-hétérosexuels sont absents, mis à part les drag queens du bar Néfertiti, effaçant cette diversité.
Dans le roman, Marie-Pierre rencontre des difficultés qui sont propres à l’expérience des personnes trans. Par exemple, elle ne peut pas se trouver de nouvel emploi, car le gouvernement refuse de changer son sexe sur ses documents officiels, ce qui cause un obstacle à une embauche possible. Ce refus persiste bien que Marie-Pierre leur ait fait parvenir un grand nombre de rapports variés de toutes sortes de spécialistes confirmant la validité de son changement de sexe. À la place, dans le film, les défis associés à la transsexualité, très peu présents, sont présentés par des personnages autres que Marie-Pierre et d’une façon parfois dérogatoire. Ainsi, le personnage de Lucky décrit à Camille de façon très peu cavalière certains des inconvénients liés au changement de sexe, comme la perte de sensibilité des organes génitaux et le vieillissement prématuré engendré par la prise d’hormones. C'est aussi Lucky qui explique à Camille ce qui pousse certaines personnes à effectuer un changement de sexe, plutôt que de laisser la tribune à Marie-Pierre.
Le film choisit aussi de se concentrer sur la peine que vit l’entourage d’une personne transsexuelle, à travers les personnages de Camille et de Michèle. Selon Odile Tremblay, on en vient à prendre en pitié à la fois la petite fille qui ne veut qu'un père comme tous les autres, mais aussi l'ex-père qui n'exhibe qu'humanité et souffrance. En comparaison, le roman fait de Marie-Pierre un pilier de réflexion pour les personnages avec qui elle interagit au sujet de question de genre et de sexualité, ceci à travers des interactions et des influences positives. Dominique réalise sa propre homosexualité à travers son attirance au côté mâle de la féminité de Marie-Pierre, tandis que Gaby apprend à affirmer son côté fort et dominant, malgré les attentes sociétales pour les femmes, grâce aux encouragements de Marie-Pierre.
Le roman a aussi comme grande interrogation cette idée de pourquoi vouloir changer de sexe, surtout lorsqu'on est un homme, sachant qu'on vit dans une société où les femmes subissent un grand nombre de discrimination et de violence à tous les jours. Très représentatif de Monique Proulx, une écrivaine féministe du féminisme de deuxième vague, elle utilise cette question pour ensuite déconstruire l'idée même de genre à travers les questionnements de tous les personnages du roman. De plus, pour elle, le thème important est d'explorer à quel point le changement de sexe, entranché dans les réalités des rôles sexuels qui sont enforcés par la société occidentale, reste finalement une question d'identité et non pas une affaire sexuelle. Dans le film, la seule scène restante de ce thème est celle où Camille récite à Marie-Pierre des statistiques au sujet des violences sexuelles et conjugales à l'égard des femmes, dans un effort de l'effrayer assez qu'elle retourne à son identité d'Henri-Pierre.

## Accueil critique
La performance de Denis Mercier en tant que Marie-Pierre a été très félicitée par les médias lors de la sortie du film. Denis Mercier lui-même voulait éviter de tomber dans la caricature d'une femme trans dans son interprétation. Certains critiques ont trouvé dommage que le film ait choisi de faire de Camille le personnage principal, n'exploitant pas assez le potentiel narratif de la complexité du personnage de Marie-Pierre. Selon Schwartberg, le président de l’époque de l’Association des transsexuels et transsexuelles du Québec (ATQ), qui n'est pas nommé, avait assisté à une représentation du film et félicité Baillargeon pour une représentation qu’il trouvait proche de la réalité de plusieurs personnes trans au Québec.
Tandis que les critiques de films des journaux québécois mettaient l'accent sur la présence d'un personnage transgenre comme aspect important et intéressant du film, Paule Baillargeon s'est à maintes fois présentée en entrevue afin d'affirmer que la transsexualité n'était pas un thème important du film. Les critiques ont aussi souligné la mise à l'écran de "questions épineuses comme la transsexualité, la délinquance des jeunes avec son lot de drogue et de prostitution, le décrochage scolaire et même la reconstitution de famille" comme étant bien exécutée.

## Fiche technique
- Titre : Le Sexe des étoiles
- Réalisation : Paule Baillargeon
- Scénario et dialogues : Monique Proulx
- Photographie : Éric Cayla
- Direction artistique : Réal Proulx
- Maquillage : Marie-Angèle Breitner-Protat
- Coiffure : Gaétan Noiseux
- Costumes : Gaudeline Sauriol, Christiane Tessier
- Son : Hans Peter Strobl, Richard Besse, Jo Caron
- Montage : Hélène Girard
- Musique : Yves Laferrière
- Production : Pierre Gendron, Jean-Roch Marcotte
- Sociétés de production : Les Productions Constellation, l'Office national du film du Canada
- Société de distribution : Cinépix Inc. (international)
- Pays d'origine : Canada
- Langue : Français
- Format : Couleur
- Durée : 104 minutes
- Date de sortie : 1993

## Distribution
- Marianne Coquelicot Mercier : Camille
- Denis Mercier : Marie-Pierre
- Tobie Pelletier : Lucky
- Sylvie Drapeau : Michèle
- Luc Picard : J. Boulet
- Gilles Renaud : Jacob
- Jean-René Ouellet : Le dragueur
- Danielle Proulx : La chanteuse
- Paul Dion : L'homme du bar
- Kim Yaroshevskaya : La concierge
- Gisèle Trépanier : Carmen
- Frédéric Pierre : Bouctouche

## Distinctions

### Nominations
- Prix Génie 1993 :
  - Meilleur film
  - Meilleur acteur dans un second rôle pour Tobie Pelletier
  - Meilleur actrice dans un second rôle pour Sylvie Drapeau
  - Meilleure réalisation pour Paule Baillargeon
  - Meilleurs costumes
  - Meilleure musique originale pour Yves Laferrière
  - Meilleur montage sonore
- Festival du film de Gramado 1994 :
  - Kikito d'or du meilleur film latin pour Paule Baillargeon

### Récompenses
- Prix Génie 1993 :
  - Meilleur son
- Festival international du film de Chicago 1993 :
  - Silver Hugo du meilleur scénario pour Paule Baillargeon
- Festival international de films de femmes de Créteil 1994 :
  - Grand prix du Jury
- Festival du film de Gramado 1994 :
  - Kikito d'or du meilleur acteur de soutien pour Tobie Pelletier
- Festival des films du monde de Montréal 1993 :
  - Meilleur film canadien
  - Meilleur acteur pour Denis Mercier
- Festival international du film de Vancouver 1993 :
  - Meilleur scénario canadien pour Paule Baillargeon